# Thomas Kiefer
Thomas Kiefer, född den 25 februari 1958 i Sharon, Connecticut, är en amerikansk roddare.
Han tog OS-silver i fyra med styrman i samband med de olympiska roddtävlingarna 1984 i Los Angeles.